# Valdezcaray

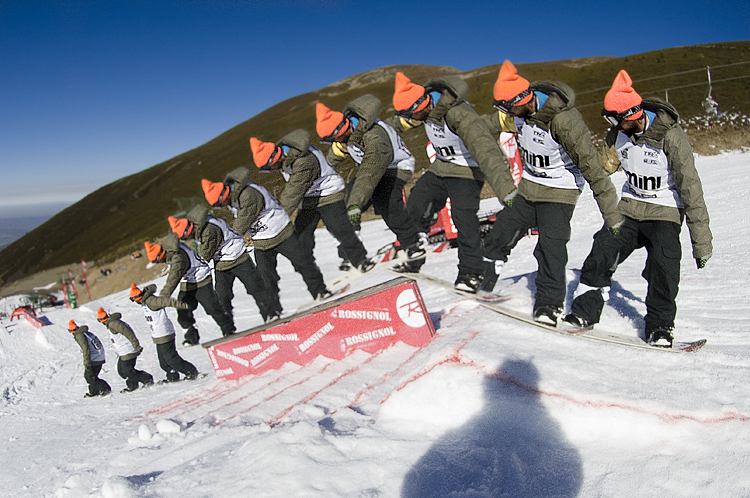
Valdezcaray

Valdezcaray est une station de sports d'hiver espagnole. Elle est située près de la ville d'Ezcaray, dans la haute vallée de l'Oja, dans la Sierra de la Demanda (Système ibérique).